# Liophidium
Liophidium – rodzaj węży z rodziny Pseudoxyrhophiidae.

## Zasięg występowania
Rodzaj obejmuje gatunki występujące na Madagaskarze, sąsiedniej wyspie Nosy Be oraz na Majotcie (Komory); stwierdzenie z Reunionu (Maskareny) prawdopodobnie było błędne.

## Systematyka

### Etymologia
- Liophidium: gr. λειος leios „gładki”[8]; οφιδιον ophidion „mały wąż”, zdrobnienie od οφις ophis, οφεως opheōs „wąż”[9].
- Idiophis: gr. ιδιος idios „szczególny”[10]; οφις ophis, οφεως opheōs „wąż”[9]. Gatunek typowy: Idiophis vaillanti Mocquard, 1901.
- Parasibynophis: gr. παρα para „blisko”[11]; rodzaj Sibynophis Fitzinger, 1843. Gatunek typowy: Coronella torquata Boulenger, 1888.
- Dakaria: Dakar, Senegal[12]. Gatunek typowy: Dakaria subpunctata Werner, 1925.
- Wernerodakaria: zbitka wyrazowa: Franz Werner (1867–1939), austriacki zoolog i podróżnik; rodzaj Dakaria Werner, 1925[4]. Nowa nazwa dla Dakaria Werner, 1925 (nazwa zajęta przez Dakaria Jullien & Calvet, 1903 (Bryozoa)).

### Podział systematyczny
Do rodzaju należą następujące gatunki:
- Liophidium apperti Domergue, 1984
- Liophidium chabaudi Domergue, 1984
- Liophidium maintikibo Franzen, Jones, Raselimanana, Nagy, D’Cruze, Glaw & Vences, 2009
- Liophidium mayottensis (Peters, 1874)
- Liophidium pattoni Vieites, Ratsoavina, Randrianiaina, Nagy, Glaw & Vences, 2010
- Liophidium rhodogaster (Schlegel, 1837)
- Liophidium therezieni Domergue, 1984
- Liophidium torquatum (Boulenger, 1888)
- Liophidium trilineatum Boulenger, 1896
- Liophidium vaillanti (Mocquard, 1901)